# 諏訪神社 (山中湖村)
諏訪神社（すわじんじゃ）とは、山梨県山中湖村西部の山中地区にある神社。地名を冠して山中諏訪神社（やまなかすわじんじゃ）とも呼ばれる。
山中地区各地の様々な神社を兼務する地区の中心的な神社である。

## 概要
崇神天皇7年に国中に疫病が蔓延し、勅命によって地元の人々により神を祀ったとする創建伝説が伝わる。
村上天皇御代の康保3年（966年）には、村人が開墾の守護神として、諏訪大明神を祀った。
天文21年（1552年）には甲斐国守護武田晴信が、相模国北条氏との合戦に際し、当神社に御加護を請い奉らんと、本殿を造営寄進した。
貞享元年（1684年）には本殿を修築、以来、安産子授けの守護神として崇敬され、毎年9月の例大祭「安産祭り」は、妊産婦や新婚女性が集まるお祭りとして全国的に有名。

## 祭神
- 豊玉姫命
- 建御名方命

## 境内社・兼務社
境内社・兼務社は以下の通り。
- 厄神社
- 山中浅間神社
- 出口稲荷神社
- 白観音
- 金刀比羅宮
- 九郎貴神社
- 山之神社
- 加古坂神社
- 奥宮（明神山）